# Hidroxicloruro de aluminio

Hidroxicloruro de aluminio

El hidroxicloruro de aluminio (incorrectamente nombrado como polihidroxicloruro de aluminio) es el resultado de un proceso de fabricación complejo bajo condiciones de trabajo controladas. Su abreviación es PACl según la norma ANSI/AWWA B408-10.
- Denominaciones: Hidroxicloruro de aluminio o polihidroxicloruro de aluminio (incorrectos, usados por costumbre).
- Otras menos frecuentes: cloruro de polialuminio, cloruro de aluminio polibásico, cloruro básicos de aluminio, clorhidróxido de aluminio, oxicloruro de aluminio.

## Composición
El PACl es una sal básica del cloruro de aluminio, un polímero de hidroxicloruro de aluminio con fórmula:
Aln(OH)mCl(3n-m).H2O
donde 0 < m < 3n.
Es esencialmente un polímero inorgánico catiónico.
[AlO4Al12(OH)24.(H2O)12]7+
En solución, y dependiendo del proceso empleado, tiene un contenido en {\displaystyle Al_{2}O_{3}} de 10 a 23 g/100 g.
Sólido, puede alcanzar un contenido de 44 g/100 g de {\displaystyle Al_{2}O_{3}}.
El contenido de basicidad puede ir desde el 10 al 83%.

## Usos
Es usado como coagulante en el proceso de potabilización de las aguas para consumo humano, en el tratamiento de aguas residuales, en la industria del papel, en la industria del cuero entre otros.
Es un producto corrosivo, por eso se almacena en tanques de PRFV.
Está alistado como coagulantes provenientes de sales de aluminio junto con el tradicional sulfato de aluminio. Sin embargo, tiene algunas ventajas frente a este:
- Bajo ciertas condiciones puede presentar menor gasto de coagulante (especialmente a altas turbiedades).
- Disminuye el carbono orgánico total (TOC).
- Menor consumo de álcalis.
- Efectividad en un amplio rango de pH.
- Igual rendimiento con distintas temperaturas.
- Remoción de color (al igual que ocurre con el sulfato de aluminio depende del tipo de color presente en el agua).

Debe considerarse que estas ventajas dependen del tipo de agua a tratar y condiciones de turbiedad presentes. La elección de cualquier coagulante dependerá principalmente de los resultados del ensayo de jarras y una evaluación económica de las opciones de productos coagulantes disponibles.

## Fabricación
La materia prima para su fabricación es cualquier fuente de aluminio (como hidróxido de aluminio) y ácido clorhídrico. Ambos productos son colocados en el reactor químico y mantenidos a determinadas temperaturas y presiones mientras son agitados, produciendo el PAC al cabo de cierto tiempo. Las características tecnológicas de cada fabricante pueden variar.
Generalmente el producto resultante, es sometido a un filtro de bandas y luego almacenado para su uso.
Algunos fabricantes ofrecen diferentes tipos de PAC según sea su contenido de óxidos útiles o su basicidad.
Las alternativas a usar hidróxido de aluminio es usar bauxita natural o gipsita.
Puede también ser fabricado en reactores atmosféricos con lingotes de aluminio sólidos y ácido clorhídrico, la reacción se caracteriza por ser exotérmica y su temperatura de reacción ideal se encuentra cerca de los 98 °C, por lo cual es necesario ir agregando agua hasta obtener la densidad deseada

## Métodos de análisis del producto.
- Normas AWWA, ANSI/AWWA B408-98
- Norma IRAM 41106:2004
- Norma Mexicana NMX-AA-130-SCFI-2006.
- Norma Española UNE- EN 883:2005.
- European Standard EN EN 883:1997.